# 군외초등학교 고마분교
군외초등학교 고마분교는 대한민국 전라남도 완도군 군외면에 있었던 초등학교 분교이다.

## 역사
- 일자미상 고마국민학교 설립 인가
- 1955년 6월 9일 고마국민학교 개교
- 1967년 4월 1일 도서벽지학교 '병'급 지정
- 1968년 5월 1일 도서벽지학교 '을'급 조정
- 1973년 3월 1일 도서벽지학교 '병'급 조정
- 1986년 3월 1일 도서벽지학교 '다'급 조정
- 1987년 3월 1일 군외동국민학교 분교장 격하 편입
- 1996년 3월 1일 군외동초등학교 고마분교 개편
- 1999년 3월 1일 군외초등학교 고마분교 개편
- 2000년 3월 1일 폐교 및 군외초등학교 통폐합